# Douglas Freshfield
Douglas William Freshfield (Londres, 27 de abril de 1845 –  9 de febrero de 1934) fue un abogado, montañero y escritor británico que editó el Alpine Journal desde 1872 hasta 1880. Fue un miembro activo de la Royal Geographical Society y del Alpine Club y desempeñó el cargo de presidente de ambas organizaciones.

## Primeros años y educación
Nacido en Londres, Freshfield fue el hijo único de Henry Ray Freshfield y su esposa Jane Quinton Crawford. Su padre fue un abogado destacado y miembro de la firma familiar de Freshfields y su madre era la hija del parlamentario William Crawford por la Ciudad de Londres (1833–1841), quien había hecho una fortuna en la East India Company. En una entrevista con Adolfo Hess, Freshfield recuerda que su familia adoraba tomarse largas vacaciones en verano de hasta cinco semanas. Cuando tenía seis años, visitaron las Cataratas Lodore en el Distrito de los Lagos donde quedó decepcionado porque la cascada se había ralentizado por un banco de arena. Al año siguiente fueron a Escocia. En 1854, viajaron a los Alpes suizos, yendo de Basilea a Chamonix. Su padre daba gran importancia a conservar espacios abiertos para el disfrute público y estuvo activo en campañas para salvar Hampstead Heath y Ashdown Forest. 
Freshfield fue educado en Eton College, y University College, Oxford, donde obtuvo un grado en Derecho continental e Historia. Fue llamado al foro en 1870.

## Montañismo

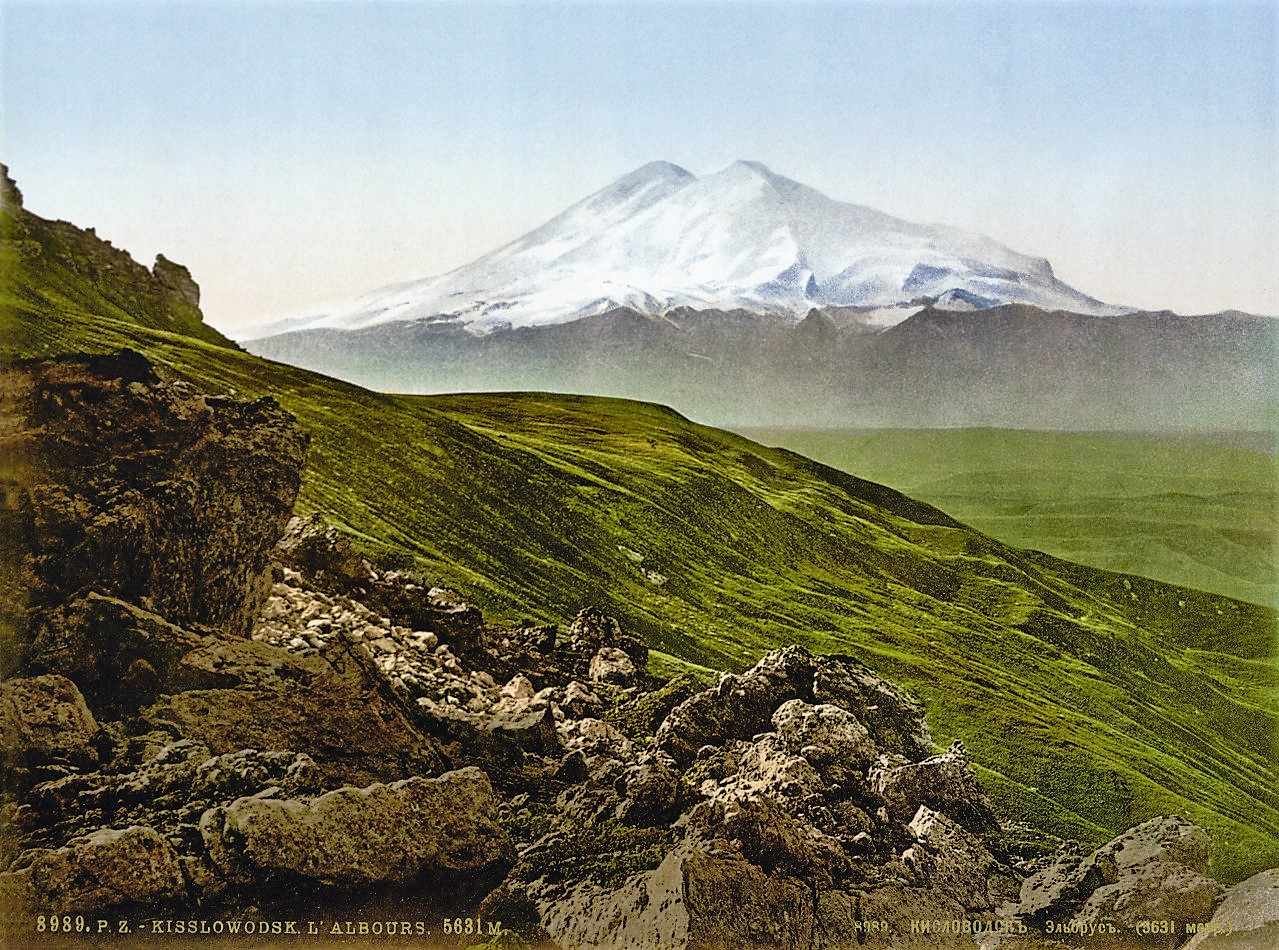
Monte Elbrus.

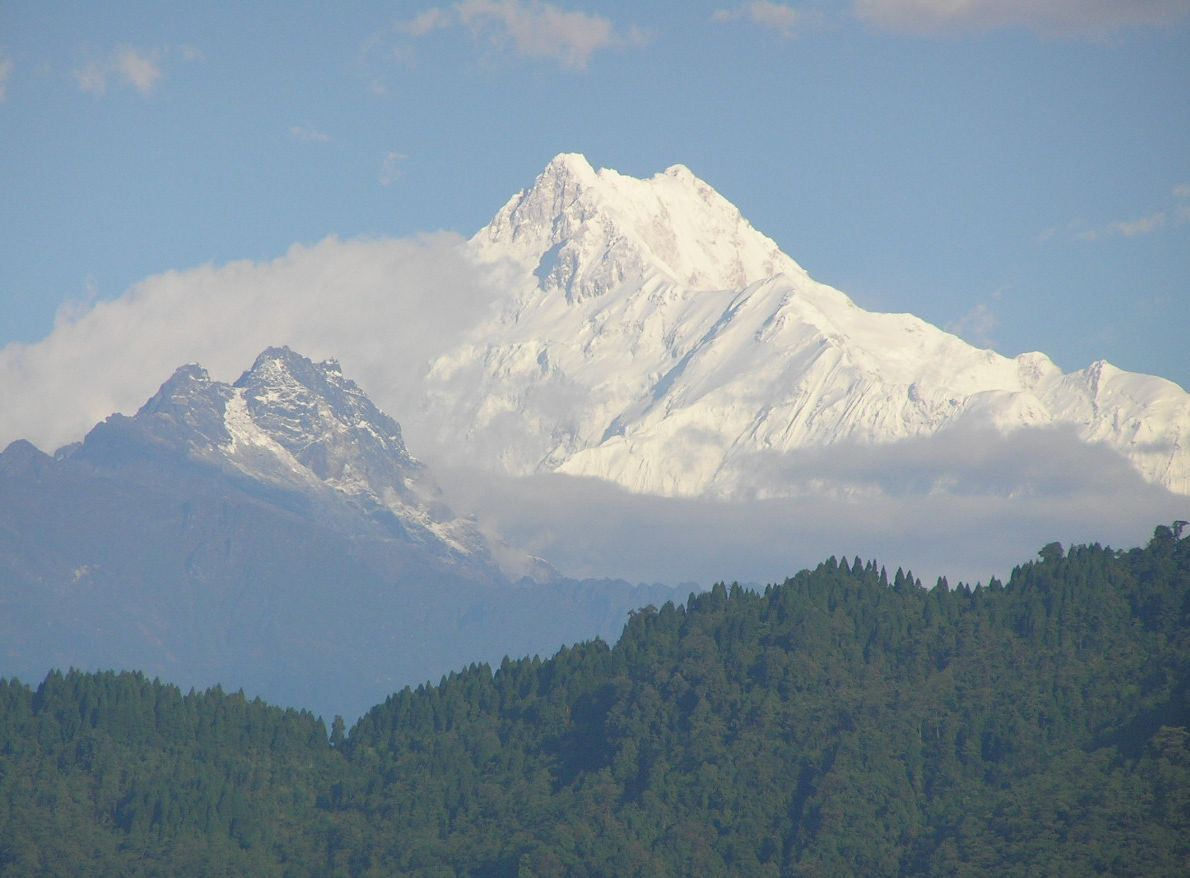
Kangchenjunga a principios de la mañana, desde Chouda Pheri.

Aunque se formó en los Alpes, en su veintena ya se aventuró por otras cordilleras. En 1868 hizo un intento en el monte Elbrus con su guía balkario Ajia Sottaev, y aunque fracasaron en su intento de alcanzar la cima oeste, más alta, Freshfield fue el primer extranjero que alcanzó la cima este. 
Freshfield lideró una exploración del Cáucaso y fue el primer hombre, oficialmente, en conquistar Kazbek con guías del pueblo de Gergeti. Describió los territorios desolados de Abjasia en un conmovedor capítulo de 'The Solitude of Abkhazia', en su libro The Exploration of the Caucasus publicado en 1892.
En 1899 Douglas Freshfield viajó a Green Lakes acompaado por el fotógrafo italiano Vittorio Sella. Llevó a cabo expediciones alrededor del Kangchenjunga y salió con su partida para hacer un sendero en círculo en torno al Kanchen desde el norte. Cuando llegaron sanos y salvos a Dzongri, encendió una gran hoguera, que pudo verse desder Darjeeling y el Gobernador de Bengala ordenó lanzar una salva en su honor. También se convirtió en el primer montañero que examinó la cara oeste del Kangchenjunga, que se alza desde el glaciar Kanchenjunga. Freshfield describió Siniolchu como "El más soberbio triunfo de la arquitectura montañera y la más bella montaña de nieve del mundo".
En 1905 intentó ascender el Abruzzi Rwenzori en Uganda pero fracasó debido al mal tiempo. Sin embargo, el paso Freshfield en la montaña recibió su nombre por él.

## Club Alpino y RGS
Freshfield escribió ampliamente sobre viajes y los Alpes, editando el Alpine Journal desde 1872 hasta 1880. Fue miembro de la Royal Geographical Society y se convirtió en su Secretario Adjunto en 1881. En aquella época estaba viviendo en Stanhope Gardens, y para el año 1891 en Camden Hill, Hampstead. Fue presidente del Alpine Club desde 1893 hasta 1895, presidente de la Society of Authors de 1908 a 1909, y Presidente de la Asociación de Maestros Geográficos de 1897 a 1910. 
En 1904, fue nombrado presidente de la Sección Geográfica de la Asociación Británica. Le fue concedida la Medalla de Oro de Fundador de la Royal Geographical Society en 1903, fue nombrado vicepresidente de la Sociedad en 1906 y su presidente desde 1914 hasta 1917. Se convirtió en Trustee de la RGS en 1924. University College, Oxford le hizo miembro honorario, y recibió grados honorarios de Doctor de Derecho Civil en la Universidad de Oxford y en la Universidad de Ginebra.

## Personal
Freshfield se casó con Augusta Charlotte Ritchie (1847–1911) el 27 de noviembre de 1869. Era hija de Hon W Ritchie abogado general en Calcuta y hermana de Sir Richmond Ritchie. Tuvieron cuatro hijas y un hijo Henry Douglas Freshfield que murió a los 14 años de edad en 1891. La trágica pérdida familiar se transformó en un regalo conmemorativo para la gente de Forest Row en la forma de un edificio que se usaría como instituto y sala parroquial. El primer Freshfield Hall tuvo corta duración, pues ardió el 14 de febrero de 1895, el día después del funeral de Henry Freshfield. Douglas Freshfield y su madre no perdieron el tiempo para que se reconstruyera y se reabrió el 17 de noviembre de 1895. En su nueva inauguración, Freshfield expresó los deseos de su madre y él mismo cuando esperaba que el hall se usara por toda clase de parroquianos, y que mantendría la memoria de su fundador original.
Freshfield se convirtió en amigo de Violet Needham una escritora, vecina cercana en Forest Row. Culto y aventurero, Freshfield y Charles Needham han sido vistos como la inspiración en muchos de los héroes de Violet Needham.
Freshfield murió en Wych Cross Place, Forest Row, Sussex.

## Obras
- Travels in the Central Caucasus and Bashan including Visits to Ararat and Tabreez and Ascents of Kazbek and Elbruz, Londres, Longmans, Green and Co., 1869
- Italian Alps: Sketches in the Mountains of Ticino, Lombardy, the Trentino, and Venetia, 1875, nueva ed. 1937
- The Exploration of the Caucasus, Londres, Edward Arnold, 1896
- 'Round Kangchinjinga (Kangchenjunga)', Alpine Journal, Vol. XX, no. 149, agosto de 1900
- Round Kangchenjunga: A Narrative of Mountain Travel and Exploration, Londres, Edward Arnold, 1903.  Dedicado a Joseph Dalton Hooker
- Hannibal Once More (1914)
- The Life of Horace Benedict de Saussure (con la colaboración de F. Montagnier), Londres, Edward Arnold, 1920
- Below the Snow Line, Londres, Constable and Co., 1923